# Millettia acutiflora
Millettia acutiflora är en ärtväxtart som beskrevs av François Gagnepain. Millettia acutiflora ingår i släktet Millettia och familjen ärtväxter. IUCN kategoriserar arten globalt som livskraftig. Inga underarter finns listade i Catalogue of Life.